# Centro de Investigação e Prevenção de Acidentes Aeronáuticos
Il Centro de Investigação e Prevenção de Acidentes Aeronáuticos (CENIPA) è l'unità della Força Aérea Brasileira, l'aeronautica militare brasiliana, che si occupa delle indagini in merito agli incidenti aerei avvenuti in Brasile. La sua sede è a Brasilia.